# Hieronymus Lorm
Hieronymus Lorm (właśc. Heinrich Landesmann, ur. 9 sierpnia 1821 w Mikulovie na Morawach, zm. 3 grudnia 1902 w Brnie) – austriacki pisarz, filozof, wynalazca alfabetu Lorma.

## Życiorys
Urodził się w rodzinie żydowskiego kupca Christiana Landesmanna. Mając 15 lat zapadł na przewlekłą chorobę i musiał przerwać studia muzyczne. Będąc pisarzem osiedlił się w Berlinie a potem w Dreźnie. Swoją pierwszą książkę opublikował w 1843. W 1856 ożenił się. Prawie 25 lat później, w 1881, stracił wzrok. Zresztą już wcześniej był osobą słabowidzącą. Do porozumiewania się z innymi ludźmi wymyślił alfabet, który od jego przydomku nazwano alfabetem Lorma. W 1873 przeniósł się do Drezna a w 1892 do Brna. Zmarł w wieku 81 lat. Alfabet Lorma rozpowszechniła jego córka. Siostra Hieronymusa Nina Landesmann była żoną pisarza Bertholda Auerbacha.

## Dzieła
- Abdul, wyd. 1843.

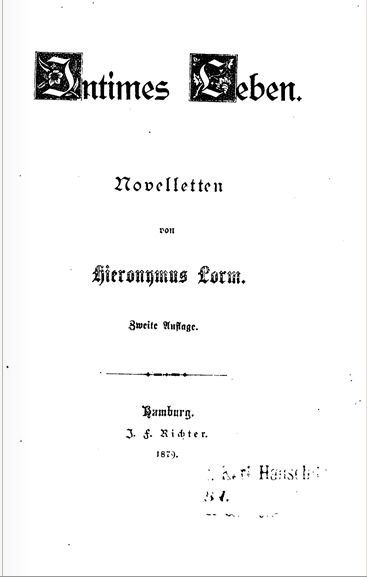
Okładka nowel Lorma z 1879 roku

- Wien's Poetische Schwingen und Federn, Wiedeń 1847.
- Gräfenberger Aquarelle, Berlin 1848.
- Erzählungen des Heimgekehrten, Praga 1851.
- Ein Zögling des Jahres 1848, Wiedeń 1855.
- Am Kamin, Berlin 1856.
- Intimes Leben, wyd. 1860.
- Novellen, Wiedeń 1864.
- Gedichte, Hamburg 1870.
- Philosophisch-Kritische Streifzüge, Berlin 1873.
- Geflügelte Stunden. Leben, Kritik, Dichtung, Lipsk 1875.
- Hieronymus Napoleon (dramat), wyd. 1875.
- Das Forsthaus (dramat), wyd. 1875.
- Die Alten und die Jungen (dramat), wyd. 1875.
- Der Naturgenuss. Eine Philosophie der Jahreszeiten, Berlin 1876.
- Neue Gedichte, Drezno 1877.
- Todte Schuld, Stuttgart 1878.
- Späte Vergeltung, Hamburg 1879.
- Der Ehrliche Name, Drezno 1880.
- Ausserhalb der Gesellschaft, wyd. 1881.
- Der Abend zu Hause, Wrocław 1881.
- Wanderer's Ruhebank, Lipsk 1881.
- Ein Kind des Meeres, Drezno 1882.
- Ein Schatten aus Vergangenen Tagen, Stuttgart 1882.
- Der Fahrende Geselle, Lipsk 1884.
- Natur und Geist im Verhältnis zu den Kulturepochen, Cieszyn 1884.
- Vor dem Attentat, Drezno 1884.
- Die Schöne Wienerin, Jena 1886.
- Auf dem Einsamen Schlosse, 1887.
- Das Leben Kein Traum, Wrocław 1887.
- Die Muse des Glücks und Moderne Einsamkeit, Drezno 1893.
- Der grundlose Optimist (eseje), Wiedeń 1894.
- Meditationen über Lyrik, wyd. 1877.